# Louis Landeloos
Louis Jean Joseph Landeloos (Leuven, 8 augustus 1808 - 8 juni 1873) was een Belgisch volksvertegenwoordiger.

## Levensloop
Zoon van Louis-Joseph Landeloos en van Dieudonnée Verhuyght, trouwde Landeloos met Marie-Virginie Gauthier.
Hij promoveerde tot doctor in de rechten (1826) aan de Rijksuniversiteit Leuven en vestigde zich als advocaat in deze stad. Hij was stafhouder in 1860-1863.
Hij werd gemeenteraadslid van Leuven (1842-1851) en was er schepen (1847-1849).
In 1850 werd hij katholiek volksvertegenwoordiger voor het arrondissement Leuven en vervulde dit mandaat tot aan zijn dood.